# Changement de propriétaire
Albums de Sadek
Aimons-nous vivants
(2021) Ouvert tout l'été
(2023)
Changement de propriétaire est le sixième album de Sadek sorti le 27 janvier 2023.

## Liste des pistes
| No  | Titre                      | Durée |
| --- | -------------------------- | ----- |
| 1.  | À contre-courant           | 3:32  |
| 2.  | L'affreux Jojo             | 2:40  |
| 3.  | Les perdants               | 3:07  |
| 4.  | La bonne méthode           | 2:41  |
| 5.  | Sport de riche             | 2:36  |
| 6.  | Nuno Mendes                | 2:37  |
| 7.  | Lève toi                   | 3:03  |
| 8.  | La vie des peoples         | 2:57  |
| 9.  | Choqué                     | 2:21  |
| 10. | Sicilien                   | 3:12  |
| 11. | Birkin Bag                 | 3:28  |
| 12. | Plus qu'amis               | 3:29  |
| 13. | France 24                  | 3:29  |
| 14. | Swipe Up                   | 2:44  |
| 15. | Changement de propriétaire | 5:32  |

## Clips vidéos
- Sicilien : 15 décembre 2022
- Sport de riche : 27 janvier 2023
- Choqué : 17 mars 2023
- France 24 : 21 mars 2023

## Accueil commercial
L'album s'écoule à 4 217 exemplaires la semaine de sa sortie.